# Sottocapo aiutante
Quella di sottocapo aiutante (codice NATO OR-4) è la qualifica apicale attribuita al militare col grado di sottocapo scelto della categoria dei graduati della Marina Militare (graduato aiutante per Esercito e Aeronautica Militare). 
Essa fu istituita con la denominazione di sottocapo di 1ª classe scelto qualifica speciale a seguito del riordino dei ruoli e delle carriere (decreto legislativo 29 maggio 2017, n.94 «Disposizioni in materia di riordino dei ruoli e delle carriere del personale delle Forze armate, ai sensi dell'articolo 1, comma 5, secondo periodo, della legge 31 dicembre 2012, n. 244»). 
L’attuale denominazione di sottocapo aiutante è stata introdotta con la legge 5 agosto 2022, n. 119, entrata in vigore il 28 agosto successivo.

## Descrizione
Il sottocapo aiutante ha rango preminente sui pari grado. Può essere attribuita al sottocapo scelto dopo 5 anni di permanenza nel grado. La qualifica è equivalente al codice di grado NATO OR-4.
Il sottocapo scelto e il sottocapo aiutante ricoprono incarichi di maggiore responsabilità, sono diretti collaboratori dei superiori gerarchici.
Il distintivo di grado del sottocapo aiutante è costituito da 1 fondo nero rettangolare di mm 6,2 x 4,6 con sopra un gallone chiuso ai vertici superiori da un arco dello stesso colore (rosso cupo), 2 galloncini (rosso cupo), 2 righette (oro) ed una stella (oro) posta sotto l'arco.
Il distintivo è applicato sulle maniche delle uniformi ordinarie a metà tra spalla e gomito, oppure sulle controspalline delle uniformi di servizio. Appena al di sopra del grado è applicato anche il distintivo di categoria.
Il grado è omologo al grado di graduato aiutante dell'Esercito Italiano e dell'Aeronautica Militare a quello appuntato scelto qualifica speciale dell'Arma dei Carabinieri e di petty officer third class della Marina statunitense.

## Corrispondenze
| Anni di servizio                                                          | Esercito Italiano                                                   | Marina Militare                                                          | Aeronautica Militare                                            | Carabinieri                         |
| ------------------------------------------------------------------------- | ------------------------------------------------------------------- | ------------------------------------------------------------------------ | --------------------------------------------------------------- | ----------------------------------- |
| Alla nomina                                                               | Graduato (Primo caporal maggiore)                                   | Sottocapo di terza classe                                                | Aviere capo                                                     | Carabiniere                         |
| Dopo 1 anno nel grado precedente (per i carabinieri dopo 4 anni e 6 mesi) | Graduato scelto (Caporal maggiore scelto)                           | Sottocapo di seconda classe                                              | Primo aviere scelto                                             | Carabiniere scelto                  |
| Dopo 5 anni nel grado precedente                                          | Graduato capo (Caporal maggiore capo)                               | Sottocapo di prima classe                                                | Primo aviere capo                                               | Appuntato                           |
| Dopo 4 anni nel grado precedente                                          | Primo graduato (Caporal maggiore capo scelto)                       | Sottocapo scelto (Sottocapo di prima classe scelto)                      | Primo graduato (Primo aviere capo scelto)                       | Appuntato scelto                    |
| Dopo 5 anni nel grado precedente                                          | Graduato aiutante (Caporal maggiore capo scelto qualifica speciale) | Sottocapo aiutante (Sottocapo di prima classe scelto qualifica speciale) | Graduato aiutante (Primo aviere capo scelto qualifica speciale) | Appuntato scelto qualifica speciale |

### Riferimenti normativi
- Decreto legislativo 15 marzo 2010, n. 66, in materia di "Codice dell'ordinamento militare" aggiornato.
- Decreto del presidente della Repubblica 15 marzo 2010, n. 90, in materia di "Testo unico delle disposizioni regolamentari in materia di ordinamento militare" aggiornato
- NATO, APersP-01. NATO Codes for Grades of Military Personnel. Edition A, Version 3 [APersP-01. Codici per i gradi del personale militare della NATO, edizione A, versione 3], in STANAG 2116, Bruxelles, NATO Standardization Office, 16 giugno 2022..

### Testi
- Riccardo Busetto, Il dizionario militare: dizionario enciclopedico del lessico militare, Bologna, Zanichelli, 2004, ISBN 978-88-08-08937-3.